# Tsu (Mie)
Tsu (津市, Tsu-shi?) è una città giapponese, capoluogo della prefettura di Mie.